# Bob-Weltcup 1993/94
Der Bob-Weltcup 1993/94 begann am 6. November 1993 auf der Kunsteisbahn Königssee und endete nach insgesamt fünf Weltcuprennen am 30. Januar 1994 im schweizerischen St. Moritz.
Neben der letztmals separat ausgetragenen Bob-Europameisterschaft im französischen La Plagne waren die Olympischen Winterspiele im norwegischen Lillehammer der Saisonhöhepunkt.

## Einzelergebnisse der Weltcupsaison 1993/94

### Weltcupkalender der Frauenwettbewerbe
| # | Datum            | Land        | Ort            | Wettkampfstätte                         |
| - | ---------------- | ----------- | -------------- | --------------------------------------- |
| 1 | 4. Dezember 1993 | Kanada      | Calgary        | Calgary’s WinSport Bobsleigh/Luge Track |
| 2 | 8. Dezember 1993 | Kanada      | Calgary        | Calgary’s WinSport Bobsleigh/Luge Track |
| 3 | 6. Januar 1994   | Österreich  | Innsbruck-Igls | Olympia Eiskanal Innsbruck-Igls         |
| 4 | 16. Januar 1994  | Deutschland | Winterberg     | Veltins-Eisarena                        |

### Weltcupergebnisse der Frauenwettbewerbe
| 1. Weltcup in Calgary, 4. Dezember 1993 | 1. Weltcup in Calgary, 4. Dezember 1993 | 1. Weltcup in Calgary, 4. Dezember 1993 | 1. Weltcup in Calgary, 4. Dezember 1993 | 1. Weltcup in Calgary, 4. Dezember 1993 |
| --------------------------------------- | --------------------------------------- | --------------------------------------- | --------------------------------------- | --------------------------------------- |
| Disziplin                               | Erster Platz                            | Zweiter Platz                           | Dritter Platz                           |                                         |
| Zweierbob                               | Barbara Muriset Daniela Hayoz           | Sigi Clayton Andrea Orbeck              | Karolyn Frank-Jensen Deanna Panting     |                                         |

| 2. Weltcup in Calgary, 8. Dezember 1993 | 2. Weltcup in Calgary, 8. Dezember 1993 | 2. Weltcup in Calgary, 8. Dezember 1993 | 2. Weltcup in Calgary, 8. Dezember 1993 | 2. Weltcup in Calgary, 8. Dezember 1993 |
| --------------------------------------- | --------------------------------------- | --------------------------------------- | --------------------------------------- | --------------------------------------- |
| Disziplin                               | Erster Platz                            | Zweiter Platz                           | Dritter Platz                           |                                         |
| Zweierbob                               | Sigi Clayton Heidi von Shoening         | Barbara Muriset Claudia Aebischer       | Claudia Bühlmann Susi Syz               |                                         |

| 3. Weltcup in Igls, 6. Januar 1994 | 3. Weltcup in Igls, 6. Januar 1994 | 3. Weltcup in Igls, 6. Januar 1994 | 3. Weltcup in Igls, 6. Januar 1994 | 3. Weltcup in Igls, 6. Januar 1994 |
| ---------------------------------- | ---------------------------------- | ---------------------------------- | ---------------------------------- | ---------------------------------- |
| Disziplin                          | Erster Platz                       | Zweiter Platz                      | Dritter Platz                      |                                    |
| Zweierbob                          | Françoise Burdet Katharina Sutter  | Claudia Bühlmann Susi Syz          | Barbara Muriset Daniela Hayoz      |                                    |

| 4. Weltcup in Winterberg, 16. Januar 1994 | 4. Weltcup in Winterberg, 16. Januar 1994 | 4. Weltcup in Winterberg, 16. Januar 1994 | 4. Weltcup in Winterberg, 16. Januar 1994 | 4. Weltcup in Winterberg, 16. Januar 1994 |
| ----------------------------------------- | ----------------------------------------- | ----------------------------------------- | ----------------------------------------- | ----------------------------------------- |
| Disziplin                                 | Erster Platz                              | Zweiter Platz                             | Dritter Platz                             |                                           |
| Zweierbob                                 | Françoise Burdet Katharina Sutter         | Kerry Ross Lisa Richardson                | Claudia Bühlmann Susi Syz                 |                                           |

### Weltcupkalender der Männerwettbewerbe
| #  | Datum                            | Land        | Ort         | Wettkampfstätte                         | Anmerkung                                  |
| -- | -------------------------------- | ----------- | ----------- | --------------------------------------- | ------------------------------------------ |
| 1  | 6. November 1993                 | Deutschland | Königssee   | Kunsteisbahn Königssee                  | nur Zweiberbob-Wettbewerb                  |
| 2  | 14. November – 17. November 1993 | Deutschland | Winterberg  | Veltins-Eisarena                        |                                            |
| 3  | 24. November – 28. November 1993 | Deutschland | Altenberg   | Rennschlitten- und Bobbahn Altenberg    | Austragung von zwei Viererbob-Wettbewerben |
| 4  | 20. Dezember – 23. Dezember 1993 | Kanada      | Calgary     | Calgary’s WinSport Bobsleigh/Luge Track |                                            |
| EM | 17. Januar – 22. Januar 1994     | Frankreich  | La Plagne   | Piste de La Plagne                      |                                            |
| 5  | 25. Januar – 30. Januar 1994     | Schweiz     | St. Moritz  | Olympia Bob Run St. Moritz–Celerina     |                                            |
| OG | 19. Februar – 27. Februar 1994   | Norwegen    | Lillehammer | Lillehammer Olympiske Bob- og Akebane   |                                            |

### Weltcupergebnisse
| 1. Weltcup in Königssee, 6. November 1993 | 1. Weltcup in Königssee, 6. November 1993 | 1. Weltcup in Königssee, 6. November 1993 | 1. Weltcup in Königssee, 6. November 1993 | 1. Weltcup in Königssee, 6. November 1993 |
| ----------------------------------------- | ----------------------------------------- | ----------------------------------------- | ----------------------------------------- | ----------------------------------------- |
| Disziplin                                 | Erster Platz                              | Zweiter Platz                             | Dritter Platz                             |                                           |
| Zweierbob                                 | Gustav Weder Donat Acklin                 | Sepp Dostthaler Mike Sehr                 | Christoph Langen Günther Eger             |                                           |
| Viererbob                                 | keine Austragung                          | keine Austragung                          | keine Austragung                          |                                           |

| 2. Weltcup in Winterberg, 14. November 1993 – 17. November 1993 | 2. Weltcup in Winterberg, 14. November 1993 – 17. November 1993         | 2. Weltcup in Winterberg, 14. November 1993 – 17. November 1993          | 2. Weltcup in Winterberg, 14. November 1993 – 17. November 1993 | 2. Weltcup in Winterberg, 14. November 1993 – 17. November 1993 |
| --------------------------------------------------------------- | ----------------------------------------------------------------------- | ------------------------------------------------------------------------ | --------------------------------------------------------------- | --------------------------------------------------------------- |
| Disziplin                                                       | Erster Platz                                                            | Zweiter Platz                                                            | Dritter Platz                                                   |                                                                 |
| Zweierbob                                                       | Gustav Weder Donat Acklin                                               | Pierre Lueders David MacEachern                                          | Christoph Langen Günther Eger                                   |                                                                 |
| Viererbob                                                       | ÖsterreichHubert Schösser Gerhard Redl Harald Winkler Gerhard Heidacher | DeutschlandDirk Wiese Christoph Bartsch Michael Liekmeier Wolfgang Haupt | SchweizGustav Weder Donat Acklin Kurt Meier Domenico Semeraro   |                                                                 |

| 3. Weltcup in Altenberg, 24. November 1993 – 28. November 1993 | 3. Weltcup in Altenberg, 24. November 1993 – 28. November 1993           | 3. Weltcup in Altenberg, 24. November 1993 – 28. November 1993          | 3. Weltcup in Altenberg, 24. November 1993 – 28. November 1993          | 3. Weltcup in Altenberg, 24. November 1993 – 28. November 1993 |
| -------------------------------------------------------------- | ------------------------------------------------------------------------ | ----------------------------------------------------------------------- | ----------------------------------------------------------------------- | -------------------------------------------------------------- |
| Disziplin                                                      | Erster Platz                                                             | Zweiter Platz                                                           | Dritter Platz                                                           |                                                                |
| Zweierbob                                                      | Christoph Langen Peer Joechel                                            | Günther Huber Stefano Ticci                                             | Sintis Ekmanis Aldis Intlers                                            |                                                                |
| Viererbob                                                      | DeutschlandDirk Wiese Christoph Bartsch Michael Liekmeier Wolfgang Haupt | ÖsterreichHubert Schösser Gerhard Redl Harald Winkler Gerhard Heidacher | Vereinigtes KönigreichMark Tout Chris Symonds Jason Wing Eric Sekwalor  |                                                                |
| Viererbob                                                      | DeutschlandDirk Wiese Christoph Bartsch Michael Liekmeier Wolfgang Haupt | Vereinigtes KönigreichMark Tout Chris Symonds Jason Wing Eric Sekwalor  | ÖsterreichHubert Schösser Gerhard Redl Harald Winkler Gerhard Heidacher |                                                                |

| 4. Weltcup in Calgary, 20. Dezember 1993 – 23. Dezember 1993 | 4. Weltcup in Calgary, 20. Dezember 1993 – 23. Dezember 1993 | 4. Weltcup in Calgary, 20. Dezember 1993 – 23. Dezember 1993         | 4. Weltcup in Calgary, 20. Dezember 1993 – 23. Dezember 1993            | 4. Weltcup in Calgary, 20. Dezember 1993 – 23. Dezember 1993 |
| ------------------------------------------------------------ | ------------------------------------------------------------ | -------------------------------------------------------------------- | ----------------------------------------------------------------------- | ------------------------------------------------------------ |
| Disziplin                                                    | Erster Platz                                                 | Zweiter Platz                                                        | Dritter Platz                                                           |                                                              |
| Zweierbob                                                    | Pierre Lueders David MacEachern                              | Günther Huber Stefano Ticci                                          | Sean Olsson Lenny Paul                                                  |                                                              |
| Viererbob                                                    | KanadaPierre Lueders David MacEachern Jack Pyc Pascal Caron  | KanadaChris Lori Christian Farstad Sheridon Baptiste Glenroy Gilbert | ItalienPaquale Gesuito Antonio Tartaglia Stefano Ticci Antonio Ruggiero |                                                              |

| Europameisterschaften in La Plagne, 17. Januar 1994 – 22. Januar 1994 | Europameisterschaften in La Plagne, 17. Januar 1994 – 22. Januar 1994 | Europameisterschaften in La Plagne, 17. Januar 1994 – 22. Januar 1994 | Europameisterschaften in La Plagne, 17. Januar 1994 – 22. Januar 1994    | Europameisterschaften in La Plagne, 17. Januar 1994 – 22. Januar 1994 |
| --------------------------------------------------------------------- | --------------------------------------------------------------------- | --------------------------------------------------------------------- | ------------------------------------------------------------------------ | --------------------------------------------------------------------- |
| Disziplin                                                             | Erster Platz                                                          | Zweiter Platz                                                         | Dritter Platz                                                            |                                                                       |
| Zweierbob                                                             | Christoph Langen Peer Joechel                                         | Günther Huber Stefano Ticci                                           | Gustav Weder Donat Acklin                                                |                                                                       |
| Viererbob                                                             | ItalienGünther Huber Antonio Tartaglia Stefano Ticci Mirko Ruggiero   | Vereinigtes KönigreichMark Tout George Farell Jason Wing Lenny Paul   | DeutschlandDirk Wiese Christoph Bartsch Michael Liekmeier Wolfgang Haupt |                                                                       |

| 5. Weltcup in St. Moritz, 25. Januar 1994 – 30. Januar 1994 | 5. Weltcup in St. Moritz, 25. Januar 1994 – 30. Januar 1994   | 5. Weltcup in St. Moritz, 25. Januar 1994 – 30. Januar 1994             | 5. Weltcup in St. Moritz, 25. Januar 1994 – 30. Januar 1994         | 5. Weltcup in St. Moritz, 25. Januar 1994 – 30. Januar 1994 |
| ----------------------------------------------------------- | ------------------------------------------------------------- | ----------------------------------------------------------------------- | ------------------------------------------------------------------- | ----------------------------------------------------------- |
| Disziplin                                                   | Erster Platz                                                  | Zweiter Platz                                                           | Dritter Platz                                                       |                                                             |
| Zweierbob                                                   | Pierre Lueders David MacEachern                               | Reto Götschi Guido Acklin                                               | Jiří Džmura Pavel Polomský                                          |                                                             |
| Viererbob                                                   | SchweizGustav Weder Donat Acklin Kurt Meier Domenico Semeraro | ÖsterreichHubert Schösser Gerhard Redl Thomas Schroll Gerhard Haidacher | Vereinigtes KönigreichMark Tout George Farell Jason Wing Lenny Paul |                                                             |

| Olympische Winterspiele in Lillehammer, 19. Februar 1994 – 27. Februar 1994 | Olympische Winterspiele in Lillehammer, 19. Februar 1994 – 27. Februar 1994 | Olympische Winterspiele in Lillehammer, 19. Februar 1994 – 27. Februar 1994 | Olympische Winterspiele in Lillehammer, 19. Februar 1994 – 27. Februar 1994 | Olympische Winterspiele in Lillehammer, 19. Februar 1994 – 27. Februar 1994 |
| --------------------------------------------------------------------------- | --------------------------------------------------------------------------- | --------------------------------------------------------------------------- | --------------------------------------------------------------------------- | --------------------------------------------------------------------------- |
| Disziplin                                                                   | Erster Platz                                                                | Zweiter Platz                                                               | Dritter Platz                                                               |                                                                             |
| Zweierbob                                                                   | Gustav Weder Donat Acklin                                                   | Reto Götschi Guido Acklin                                                   | Günther Huber Stefano Ticci                                                 |                                                                             |
| Viererbob                                                                   | DeutschlandHarald Czudaj Karsten Brannasch Olaf Hampel Alexander Szelig     | SchweizGustav Weder Donat Acklin Kurt Meier Domenico Semeraro               | DeutschlandWolfgang Hoppe Ulf Hielscher René Hannemann Carsten Embach       |                                                                             |

## Weltcupstände

### Gesamtstand im Zweierbob der Frauen
| Rang | Bobpilot         | Land        | Punkte |
| ---- | ---------------- | ----------- | ------ |
| 1.   | Barbara Muriset  | Schweiz     | 160    |
| 2.   | Sigi Clayton     | Kanada      | 145    |
| 3.   | Claudia Bühlmann | Schweiz     | 135    |
| 4.   | Caroline Burdet  | Schweiz     | 100    |
| 5.   | Petra Bangert    | Deutschland | 95     |

### Gesamtstand im Zweierbob der Männer
| Rang | Bobpilot         | Land                   | Punkte |
| ---- | ---------------- | ---------------------- | ------ |
| 1.   | Pierre Lueders   | Kanada                 | 136    |
| 2.   | Christoph Langen | Deutschland            | 124    |
| 3.   | Günther Huber    | Italien                | 122    |
| 4.   | Jiri Dzmura      | Tschechien             | 107    |
| 5.   | Hubert Schösser  | Österreich             | 101    |
| 6.   | Mark Tout        | Vereinigtes Königreich | 100    |
| 7.   | Reto Götschi     | Schweiz                | 93     |
| 8.   | Pasquale Gesuito | Italien                | 88     |
| 9.   | Chris Lori       | Kanada                 | 84     |
| 10.  | Brian Shimer     | Vereinigte Staaten     | 83     |
| 11.  | Randy Will       | Vereinigte Staaten     | 73     |
| 12.  | Gustav Weder     | Schweiz                | 72     |

### Gesamtstand im Viererbob der Männer
| Rang | Bobpilot        | Land                   | Punkte |
| ---- | --------------- | ---------------------- | ------ |
| 1.   | Hubert Schösser | Österreich             | 133    |
| 2.   | Dirk Wiese      | Deutschland            | 131    |
| 3.   | Mark Tout       | Vereinigtes Königreich | 122    |
| 4.   | Pierre Lueders  | Kanada                 | 107    |
| 5.   | Christian Meili | Schweiz                | 107    |
| 6.   | Chris Lori      | Kanada                 | 102    |
| 7.   | Randy Will      | Vereinigte Staaten     | 93     |
| 8.   | Sean Olsson     | Vereinigtes Königreich | 86     |
| 9.   | Harald Czudaj   | Deutschland            | 84     |
| 10.  | Kurt Einberger  | Österreich             | 79     |

### Gesamtstand in der Kombination der Männer
| Rang | Bobpilot         | Land                   | Punkte |
| ---- | ---------------- | ---------------------- | ------ |
| 1.   | Pierre Lueders   | Kanada                 | 243    |
| 2.   | Hubert Schösser  | Österreich             | 234    |
| 3.   | Mark Tout        | Vereinigtes Königreich | 222    |
| 4.   | Günther Huber    | Italien                | 191    |
| 5.   | Christoph Langen | Deutschland            | 188    |
| 6.   | Chris Lori       | Kanada                 | 186    |